# ۱۲۸۵ (قمری)
۱۲۸۵ (قمری)، هزار و دویست و هشتاد و پنجمین سال در گاهشماری هجری قمری است. اول محرم این سال برابر با بیست و چهارم آوریل سال ۱۸۶۸ میلادی است.

## زادگان
- محمد حسین اشنی؛ از فقهای معروف اصفهان (به خاک سپرده شده در تکيه ابوالمعالی کلباسی)،

## وابسته
- ملایر